# Helmut
Helmut  è un nome proprio di persona tedesco maschile.

## Varianti
- Maschili: Helmuth[1], Hellmut, Hellmuth

## Origine e diffusione
Deriva dalle parole germaniche helm, "elmo", e muot, "spirito", "mente" (da cui anche Hartmut e Modoaldo).

## Onomastico
Il nome è adespota, cioè non è portato da alcun santo, pertanto l'onomastico ricade il 1º novembre, giorno di Ognissanti.

## Persone
- Helmut Berger, attore austriaco

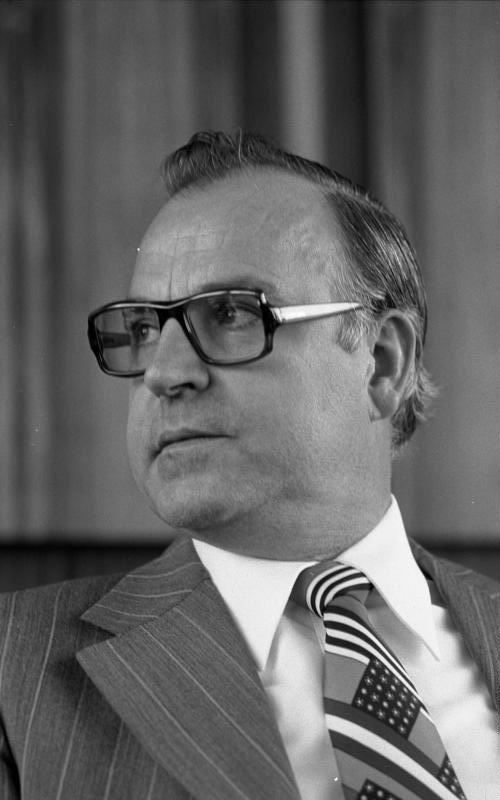
Helmut Kohl

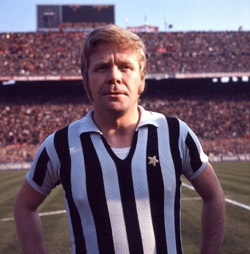
Helmut Haller

- Helmut Gollwitzer, teologo e scrittore tedesco
- Helmut Griem, attore tedesco
- Helmut Haller, calciatore tedesco
- Helmut Hasse, matematico tedesco
- Helmut Friedrich Kaplan, filosofo austriaco
- Helmut Käutner, regista tedesco
- Helmut Kohl, politico e storico tedesco
- Helmut Kremers, calciatore tedesco
- Helmut Lachenmann, compositore tedesco
- Helmut Marko, pilota automobilisco austriaco
- Helmut Recknagel, saltatore con gli sci tedesco
- Helmut Schmidt, politico tedesco
- Helmut Walcha, organista, clavicembalista e compositore tedesco

### Variante Helmuth

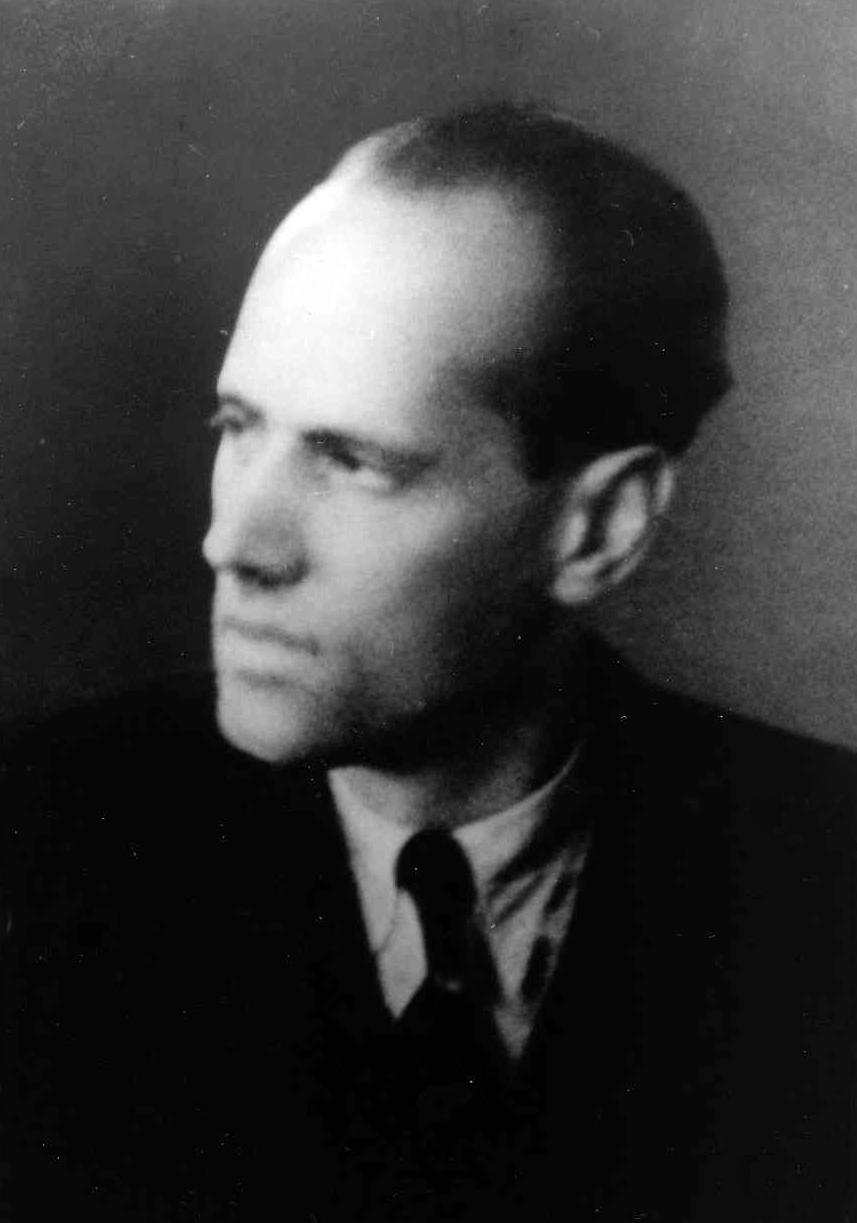
Helmuth James Graf von Moltke

- Helmuth Ashley, regista, direttore della fotografia e sceneggiatore austriaco
- Helmuth Duckadam, calciatore rumeno
- Helmuth James Graf von Moltke, giurista e avvocato tedesco
- Helmuth Koinigg, pilota automobilistico austriaco
- Helmuth Pirath, fotografo tedesco
- Helmuth Plessner, filosofo e sociologo tedesco
- Helmuth Schmalzl, allenatore di sci alpino e sciatore alpino italiano
- Helmuth Schneider, attore tedesco
- Helmuth Johann Ludwig von Moltke, generale tedesco
- Helmuth Karl Bernhard von Moltke, generale prussiano
- Helmuth Weidling, generale tedesco

### Variante Hellmut

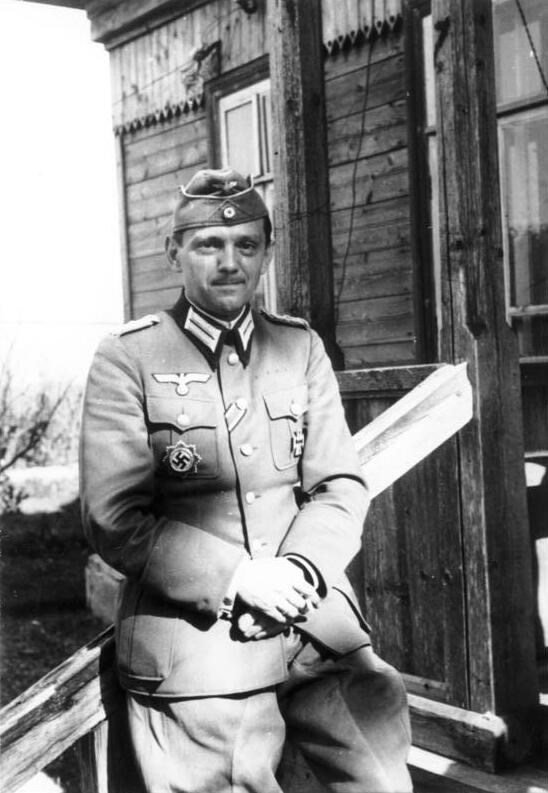
Hellmuth Stieff

- Hellmut Krug, arbitro di calcio tedesco
- Hellmut Lantschner, sciatore alpino e sciatore nordico austriaco naturalizzato tedesco

### Variante Hellmuth
- Hellmuth Becker, generale tedesco
- Hellmuth Stieff, ufficiale tedesco
- Hellmuth von Mücke, scrittore e ufficiale tedesco

## Il nome nelle arti
- Helmut Zemo è uno dei due personaggi che ha ricoperto il ruolo di Barone Zemo, un personaggio dell'Universo Marvel.